# Sitticus auricomus
Sitticus auricomus är en spindelart som beskrevs av Jones 1936. Sitticus auricomus ingår i släktet Sitticus och familjen hoppspindlar. Inga underarter finns listade i Catalogue of Life.